# Jenny Thompson
Jenny Thompson (Danvers, 26 febbraio 1973) è un'ex nuotatrice statunitense.

## Carriera
Specializzata nello stile libero e nella farfalla, ha vinto ben 12 medaglie olimpiche, di cui 8 d'oro, in quattro edizioni dei Giochi. Nelle grandi manifestazioni, tra Olimpiadi, mondiali in vasca lunga e corta, Giochi PanPacifici e Giochi panamericani, è arrivata a vincere oltre 80 medaglie in carriera.
Nonostante le quattro Olimpiadi a cui ha partecipato, è riuscita a vincere i suoi otto ori solo con le staffette, fallendo sempre nella vittoria individuale. A Barcellona 1992 era data vincente in cinque gare, soprattutto perché ai Trials che precedevano i Giochi aveva battuto il record del mondo della tedesca orientale Kristin Otto sui 100 m stile libero, che resisteva da sei anni. Tuttavia all'appuntamento olimpico finì seconda nei 100 m stile libero, dietro alla cinese Yong Zhuang, e solo quinta nei 100 m farfalla. Nel 2000 a Sidney, sempre nei 100 m stile libero, vinse la medaglia di bronzo. In compenso riuscì a vincere, in gare individuali, tre medaglie d'oro ai campionati mondiali, nel 1998 e nel 2003.

## Palmarès
- Olimpiadi

Barcellona 1992: oro nella 4 x 100 m stile libero e nella 4 x 100 m misti e argento nei 100 m stile libero.
Atlanta 1996: oro nella 4 x 100 m stile libero, nella 4 x 200 m stile libero e nella 4 x 100 m misti.
Sydney 2000: oro nella 4 x 100 m stile libero, nella 4 x 200 m stile libero e nella 4 x 100 m misti e bronzo nei 100 m stile libero.
Atene 2004: argento nella 4 x 100 m stile libero e nella 4 x 100 m misti.
- Mondiali

Perth 1991: oro nella 4x100m sl.
Roma 1994: argento nella 4x100m sl e nella 4x100m misti e bronzo nella 4x200m sl.
Perth 1998: oro nei 100m sl, nei 100m farfalla, nella 4x100m sl e nella 4x100m misti e argento nella 4x200m sl.
Barcellona 2003: oro nei 100m farfalla e nella 4x100m sl, argento nei 50m farfalla e nella 4x100m misti e bronzo nei 100m sl.
- Mondiali in vasca corta

Göteborg 1997: oro nei 100m sl e nei 100m farfalla, argento nei 50m sl e nella 4x100m misti.
Hong Kong 1999: oro nei 100m sl, nei 50m farfalla e nei 100m farfalla e argento nei 50m sl.
Atene 2000: oro nei 50m farfalla e nei 100m farfalla, argento nei 100m sl e nella 4x200m sl, bronzo nella 4x100m misti.
Indianapolis 2004: oro nei 50m farfalla e nella 4x100m sl, argento nella 4x100m misti e bronzo nei 100m farfalla.
- Giochi PanPacifici

Tokyo 1989: oro nei 50m sl e nella 4x100m sl e argento nei 100m sl.
Edmonton 1991: oro nei 50m sl e nella 4x100m sl.
Kobe 1993: oro nei 50m sl, nei 100m sl, nei 100m farfalla, nella 4x100m sl, nella 4x200m sl e nella 4x100m misti.
Atlanta 1995: oro nei 100m sl, nella 4x100m sl, nella 4x200m sl e nella 4x100m misti, argento nei 50m sl e nei 100m farfalla.
Fukuoka 1997: oro nei 100m sl, nei 100m farfalla, nella 4x100m sl, nella 4x200m sl e nella 4x100m misti e argento nei 50m sl.
Sydney 1999: oro nei 50m sl, nei 100m sl, nei 100m farfalla, nella 4x100m sl, nella 4x200m sl e nella 4x100m misti.
Yokohama 2002: oro nei 50m sl, argento nella 4x100m sl e nella 4x100m misti, bronzo nei 100m sl e nei 100m farfalla.
- Giochi panamericani

Indianapolis 1987: oro nei 50m sl e nella 4x100m sl e bronzo nei 100m sl.

### Coppa del Mondo
- Vincitrice della Coppa del Mondo dei 50m sl nel 2000
- Vincitrice della Coppa del Mondo dei 100m sl nel 2000
- Vincitrice della Coppa del Mondo dei 100m misti nel 2000
- Vincitrice della Coppa del Mondo dei 50m farfalla nel 2000

## Riconoscimenti
- World Swimmer of the Year: 1998
- American Swimmer of the Year: 1993, 1998, 1999